# Charlotte Kohn
Charlotte Kohn, auch Charlotte Kohn-Ley (geb. 1948 in Wien) ist eine österreichische Publizistin mit den Themenschwerpunkten Holocaust und Geschichte des Antisemitismus seit 1945.

## Leben
Nach ihrer Ausbildung an der Höheren Lehranstalt für Mode und Bekleidungstechnik in Wien im Fach Architekturdesign begann Charlotte Kohn zu malen. Sie beschäftigte sich insbesondere mit der Darstellung des menschlichen Körpers. Als freischaffende Künstlerin stellte sie ab 1975 aus. Das Malen bedeute für sie eine existenzielle Notwendigkeit, schrieb sie in einem Text mit dem Titel Kaddisch von 1996: „Vielleicht ist es eine Anmaßung, aber ich bin der Vorstellung erlegen, daß ich so viele Menschen, wie mir nur möglich ist, zu malen habe, um das sinnlose Morden aufzuwiegen. Ich bin süchtig, das Leben zu vervielfältigen. Ich will mit meiner Arbeit ein Gegengewicht setzen gegen das Morden und die vielen Toten in meiner Familie.“
Seit 1984 veröffentlichte sie Aufsätze in Anthologien und war auch als Herausgeberin tätig.
Von 1994 bis 1996 arbeitete sie als Leiterin des Jüdischen Instituts für Erwachsenenbildung in Wien. Sie veranstaltete interdisziplinäre Vortragsreihen zu Aspekten und Erscheinungsformen des Antisemitismus, zu denen sie bekannte Wissenschaftler, wie Susanne Heine, Julius H. Schoeps und Schriftsteller wie Andrzej Szczypiorski einlud, und gab die Beiträge in Sammelbänden heraus.
Aus der Veranstaltungsreihe Wissenschaft im Dritten Reich – Der Diskurs über den jüdischen Körper, die Charlotte Kohn mit  Kirstin Breitenfellner am Jüdischen Institut für Erwachsenenbildung konzipierte, ging 1996 der Band Wie ein Monster entsteht. Zur Konstruktion des anderen in Rassismus und Antisemitismus hervor.
Für ihr 2006 erschienenes Buch Luftfrauen. Der Mythos einer jüdischen Frauenidentität, das sie selbst illustrierte, interviewte sie 18 Frauen. In der Gegenüberstellung „der vor dem Holocaust geborenen Frauengeneration mit den danach Geborenen“ fragte sie nach dem Stellenwert der Shoa für deren Leben.

## Rezeption
Charlotte Kohn gehörte zu den ersten Publizistinnen im deutschsprachigen Diskurs, die sich mit antisemitischen und antijudaischen Argumentationsmustern in feministischen Publikationen Ende der 1980er Jahre auseinandersetzten. In ihnen seien die „Klischees vom Judentum als Inbegriff patriarchaler Religion und Kultur“ aktualisiert worden. Ihr mit Ilse Korotin herausgegebener Band Der feministische "Sündenfall"? geht auf Vorträge zurück, die 1993 im Jüdischen Institut für Erwachsenenbildung gehalten wurden. Darin kritisierte Charlotte Kohn die Verstrickung von Teilen der westeuropäischen Frauenbewegung in Antisemitismen, projiziert auf den Staat Israel, die es jüdischen Feministinnen unmöglich mache, „sich ohne Selbstverleugnung feministischen Gruppen in Deutschland und Österreich anzuschließen“. Ihr Beitrag wurde in den Kontexten feministische Forschung und Antisemitismus nach 1945 rezipiert. Der Band sei „das erste feministische Buch zur Antijudaismusdebatte in Österreich“, schrieb Marie-Theres Wacker in ihrer Rezension in  der Zeitschrift L’Homme.

## Schriften
Herausgeberschaft und Autorin
- Mit Ilse Korotin: Der feministische „Sündenfall“? Antisemitische Vorurteile in der Frauenbewegung (=Dokumentation eines Symposiums des Jüdischen Instituts für Erwachsenenbildung in Wien). Picus Verlag, Wien 1994
- Mit Kirstin Breitenfellner: Wie ein Monster entsteht. Zur Konstruktion des anderen in Rassismus und Antisemitismus (=Beiträge der Veranstaltungsreihe Wissenschaft im Dritten Reich – Der Diskurs über den jüdischen Körper im Jüdischen Institut für Erwachsenenbildung, Frühjahr 1996). Philo Verlagsgesellschaft, Bodenheim 1998, ISBN 3-8257-0084-4
- Mit Michael Ley: Auschwitz. Versuche einer Annäherung (=Österreichische Texte zur Gesellschaftskritik; Band 63). Verlag für Gesellschaftskritik, Wien 1998, ISBN 3-85115-226-3

Frauenbiografieforschung
- Luftfrauen. Der Mythos einer jüdischen Frauenidentität (= biografiA: neue Ergebnisse der Frauenbiografieforschung, Band 2). Praesens Verlag, Wien 2006, ISBN 978-3-7069-0300-4.

Buchbeiträge und Artikel
- Antisemitische Mütter – Anti-Zionistische Töchter?. In: Samuel Salzborn (Hrsg.): Antisemitismus – Geschichte und Gegenwart. Netzwerk für Politische Bildung, Kultur und Kommunikation e. V., Gießen 2004, ISBN 978-3-00-028584-4, S. 103–127;[10] salzborn.de (PDF; 2,2 MB) erstmals 1994 veröffentlicht in: Der feministische „Sündenfall“?
- Bilderverbot. Auf der Suche nach einer weiblichen jüdischen Identität. In: Schlangenbrut, Band 13, Heft 51/1995, S. 5–8
- Mit Ilse Korotin: Lücken und Verzerrungen im öffentlichen Gedächtnis und in der Geschichte. Ein Gespräch mit Claudia Koonz. In: L’Homme, Band 3, Heft 2, Dezember 1992, S. 105–113, doi:10.7767/lhomme.1992.3.2.105
- Ich entschloß mich, mir ein Bild zu machen. In: Die Palette. Zeitschrift für Literatur von Randgruppen. 9. Jahrgang: Heft 18. Themenheft: 50 Jahre danach – Jüdische AutorInnen schreiben. Bamberg 1993